# ТЕС Медина-Янбу
23°52′20″ пн. ш. 38°21′58″ сх. д. / 23.87222° пн. ш. 38.36611° сх. д.
ТЕС Медина-Янбу — теплова електростанція на західному узбережжі Саудівської Аравії, в районі міста Янбу.
В 1980 (за іншими даними – 1981) році на майданчику станції ввели в експлуатацію 5 парових котлів, які працювали на нафті. Від них живились 5 парових турбін потужністю по 69,4 МВт, крім того, пара спрямовувалась на 5 ліній з опріснення води, які використовували технологію багатостадійного випаровування (Multi Stage Flash) та мали сукупну потужність 95 тис м3 на добу. Частина прісної води перекачувалась по трубопроводу до Медини.
В 1999-му комплекс підсилили другою чергою, що мала дві парові турбіни потужністю по 75 МВт та могла щодобово продукувати 144 тис м3 прісної води. За іншими даними, сукупна потужність турбін становила 163 МВт.
Перша черга була споруджена з розрахунку на спалювання нафти. Друга черга може використовувати як нафту, так і природний газ, що надходить на червономорське узбережжя по газопроводу Схід – Захід.
З плином часу застарілу першу чергу вивели з експлуатації. Як засвідчують дані геоінформаційних системи, між 2020 та 2022 роками були демонтовані всі котли та турбогенераторні комплекти, хоча два димаря ще продовжували стояти.